# Пашкова, Нина Павловна
Нина Павловна Пашкова (8 августа 1938, Новосибирск — 5 марта 1989, там же) — советская журналистка, руководительница редакции науки Новосибирского радио.

## Биография
Родилась 8 августа 1938 года в Новосибирске. В 1960 году окончила Уральский государственный университет (факультет журналистики), после чего стала корреспондентом Новосибирского областного комитета по телевидению и радиовещанию.
Долгое время трудилась в редакции промышленных передач и сформировала творческую группу из инженерно-технических сотрудников и рабочих. С разрешения руководства радио возглавила многотиражное издание предприятия для детального изучения заводской жизни. Затем вернулась на радио в редакцию промышленных передач, в которой работала на протяжении десяти лет.
С сентября 1975 года — сотрудница редакции пропаганды (старший редактор).
С 1977 года руководила редакцией науки Новосибирского радио; при ней были установлены тесные связи с коллективами СО АН СССР, СФ АМН СССР и СО ВАСХНИЛ, создан цикл передач «Наука Сибири сегодня», в которых принимали участие новосибирские учёные.
Работала над передачами для Всесоюзного радио. В мае 1988 года завершила карьеру и вышла на пенсию.
Похоронена на Заельцовском кладбище Новосибирска (квартал 41).

## Награды
Знак «Отличник телевидения и радио», медаль «Ветеран труда».